# Ана Верблињска
Ана Верблињска (пољ. Anna Werblińska, девојачко Барањска, 14. мај 1984. године у Свидници) је пољска одбојкашица.

## Каријера
Чланица је женске пољске одбојкашке репрезентације. Заједно са репрезентацијом, освојила је бронзану медаљу на Европском првенству у Пољској 2009. године. Наступила је на Олимпијским играма 2008. године.

## Галерија слика
- Ана Верблињска 2012. године
- Верблињска 2011. године
- Верблињска 2010. године
- Верблињска 2008. године